# ヘドベルト・ペレス
- ヘドバート・ペレス

へドベルト・アレッサンダー・ペレス（Hedbert Alessander Pérez, 2003年4月4日 - ）は、ベネズエラのミランダ州カラカス出身のプロ野球選手（外野手）。左投左打。MLBのミルウォーキー・ブルワーズ傘下所属。
父のロベルト・ペレスは元メジャーリーガー（外野手）であり、1999年にはNPBのオリックス・ブルーウェーブでプレーしている。

## 経歴
2019年7月2日にアマチュア・フリーエージェントでミルウォーキー・ブルワーズと契約してプロ入り。
2020年は新型コロナウイルスの影響でマイナーリーグの試合が開催されなかったため、公式戦の出場は無かった。
2021年、傘下のルーキー級アリゾナリーグ・ブルワーズでプロデビュー。

## プレースタイル
打撃では左打席からのコンパクトなスウィングが売り物である。守備では外野の両翼を任せられるほどの肩を備える一方、俊足と打球勘から中堅手としての将来像も挙げられる。